# Pedro Sarabia
Pedro Alcides Sarabia Achucarro (Asunción, 1975. július 5. –) paraguayi labdarúgóhátvéd.
A paraguayi válogatott színeiben részt vett az 1998-as és a 2002-es labdarúgó-világbajnokságon.